# العلاقات البيروية الفانواتية
العلاقات البيروفية الفانواتية هي العلاقات الثنائية التي تجمع بين بيرو وفانواتو.

## مقارنة بين البلدين
هذه مقارنة عامة ومرجعية للدولتين:
| وجه المقارنة                                              | بيرو                                   | فانواتو                                  |
| --------------------------------------------------------- | -------------------------------------- | ---------------------------------------- |
| المساحة (كم2)                                             | 1.29 مليون                             | 12.19 ألف                                |
| عدد السكان (نسمة)                                         | 32.16 مليون                            | 276.24 ألف                               |
| الكثافة السكانية (ن./كم²)                                 | 24.93                                  | 22.66                                    |
| العاصمة                                                   | ليما                                   | بورت فيلا                                |
| اللغة الرسمية                                             | اللغة الإسبانية، اللغة الأيمرية، كتشوا | اللغة البسلاما، لغة فرنسية، لغة إنجليزية |
| العملة                                                    | سول بيروفي جديد                        | فاتو فانواتي                             |
| الناتج المحلي الإجمالي (بليون دولار)                      | 211.39 مليار                           | 862.88 مليون                             |
| الناتج المحلي الإجمالي (تعادل القوة الشرائية) بليون دولار | 393.13 مليار                           | 790.76 مليون                             |
| الناتج المحلي الإجمالي الاسمي للفرد دولار أمريكي          | 6.03 ألف                               | 2.81 ألف                                 |
| الناتج المحلي الإجمالي للفرد دولار أمريكي                 | 11.99 ألف                              | 3.03 ألف                                 |
| مؤشر التنمية البشرية                                      | 0.740                                  | 0.594                                    |
| رمز المكالمات الدولي                                      | +51                                    | +678                                     |
| رمز الإنترنت                                              | .pe                                    | .vu                                      |
| المنطقة الزمنية                                           | توقيت بيرو، 00                         | ت ع م+11:00                              |

## منظمات دولية مشتركة
يشترك البلدان في عضوية مجموعة من المنظمات الدولية، منها:
| علم المنظمة | اسم المنظمة                        | تاريخ انضمام بيرو | تاريخ انضمام فانواتو |
| ----------- | ---------------------------------- | ----------------- | -------------------- |
|             | يونسكو                             | 21 نوفمبر 1946    | 10 فبراير 1994       |
|             | مؤسسة التمويل الدولية              | 20 يوليو 1956     | 28 سبتمبر 1981       |
|             | منظمة حظر الأسلحة الكيميائية       | ?                 | ?                    |
|             | مؤسسة التنمية الدولية              | 30 أغسطس 1961     | 28 سبتمبر 1981       |
|             | منظمة التجارة العالمية             | ?                 | ?                    |
|             | وكالة ضمان الاستثمار متعدد الأطراف | 2 ديسمبر 1991     | 27 يوليو 1988        |
|             | الاتحاد البريدي العالمي            | ?                 | ?                    |
|             | الاتحاد الدولي للاتصالات           | 12 يوليو 1915     | 30 مارس 1988         |
|             | الأمم المتحدة                      | 31 أكتوبر 1945    | 15 سبتمبر 1981       |
|             | البنك الدولي للإنشاء والتعمير      | 31 ديسمبر 1945    | 28 سبتمبر 1981       |
|             | المنظمة الهيدروغرافية الدولية      | ?                 | ?                    |

## وصلات خارجية
- موقع وزارة الخارجية البيروفية